# Tolphorea volans
Tolphorea volans là một loài bọ cánh cứng trong họ Elateridae. Loài này được Gurieva miêu tả khoa học năm 1983.